# Alexandre Geijo
Alexandre Geijo Pazos (Ginevra, 11 marzo 1982) è un ex calciatore spagnolo, con passaporto svizzero.

## Caratteristiche tecniche
Il suo ruolo principale è quello di punta centrale, forte fisicamente, è ambidestro possiede una buona abilità nel gioco aereo..

## Carriera
Nato in Svizzera da genitori spagnoli, comincia la sua carriera in piccole squadre di Ginevra. Nel 2000 approda al Neuchâtel Xamax, dove resta però solo una stagione prima di trasferirsi in Spagna, al Malaga, dove, tra prima e seconda squadra, resta dal 2001 al 2005. Si trasferisce dunque allo Xerez; nella formazione iberica gioca 71 gare, segnando 20 reti in due stagioni. Dal 2007 al 2009 fa parte della selezione del Levante.
Nel gennaio 2009 subisce però un grave infortunio al perone che lo tiene fuori dai campi di gioco per molto tempo. Nello stesso anno passa poi al Racing Santander, dove resta però soltanto mezza stagione, prima di trasferirsi il 1º febbraio 2010 all'Udinese, dove ritrova Gianni De Biasi che già lo aveva allenato al Levante. Il 13 luglio 2010 si trasferisce in prestito al Granada. Dopo due stagione in cui gioca 60 partite, segnando 26 reti, con la formazione spagnola, si trasferisce in prestito agli inglesi del Watford.
Nel 2014 passa al Maiorca, dove colleziona 24 presenze segnando una rete, per poi tornare nella stagione 2014-2015 all'Udinese, collezionando al termine della stagione 13 presenze ed una rete segnata il 21 dicembre nel 2-2 interno con la Sampdoria. Nell'agosto 2015 viene acquistato a titolo definitivo dal Brescia in Serie B, dove va a segno già alla terza giornata di campionato, timbrando il momentaneo vantaggio nella partita che terminerà per 3-1 a favore del Livorno. Saranno poi 11 i gol segnati in 36 partite di Serie B. L'8 luglio 2016 viene annunciato a sorpresa come nuovo acquisto del Venezia, club neo-promosso in Lega Pro.

## Statistiche

### Presenze e reti nei club
| Stagione                   | Squadra                    | Campionato                 | Campionato | Campionato | Coppe nazionali | Coppe nazionali | Coppe nazionali | Coppe continentali | Coppe continentali | Coppe continentali | Altre coppe | Altre coppe | Altre coppe | Totale | Totale |
| Stagione                   | Squadra                    | Comp                       | Pres       | Reti       | Comp            | Pres            | Reti            | Comp               | Pres               | Reti               | Comp        | Pres        | Reti        | Pres   | Reti   |
| -------------------------- | -------------------------- | -------------------------- | ---------- | ---------- | --------------- | --------------- | --------------- | ------------------ | ------------------ | ------------------ | ----------- | ----------- | ----------- | ------ | ------ |
| 2000-2001                  | Neuchâtel Xamax            | SL                         | 12+4       | 1          | CS              | 1               | 0               | Int.               | 1                  | 0                  | -           | -           | -           | 18     | 1      |
| 2001-2002                  | Neuchâtel Xamax            | SL                         | 17+2       | 1          | CS              | 0               | 0               | -                  | -                  | -                  | -           | -           | -           | 19     | 1      |
| Totale Neuchâtel Xamax     | Totale Neuchâtel Xamax     | Totale Neuchâtel Xamax     | 29+6       | 2          |                 | 1               | 0               |                    | 1                  | 0                  |             | -           | -           | 37     | 2      |
| 2002-2003                  | Málaga B                   | SDB                        | 28+6       | 16+2       | -               | -               | -               | -                  | -                  | -                  | -           | -           | -           | 34     | 18     |
| 2003-2004                  | Málaga B                   | SD                         | 41         | 12         | -               | -               | -               | -                  | -                  | -                  | -           | -           | -           | 41     | 12     |
| 2004-2005                  | Málaga B                   | SD                         | 22         | 3          | -               | -               | -               | -                  | -                  | -                  | -           | -           | -           | 22     | 3      |
| Totale Málaga B            | Totale Málaga B            | Totale Málaga B            | 91+6       | 31+2       |                 | -               | -               |                    | -                  | -                  |             | -           | -           | 97     | 33     |
| 2002-2003                  | Málaga                     | PD                         | 1          | 0          | CR              | 0               | 0               | -                  | -                  | -                  | -           | -           | -           | 1      | 0      |
| 2003-2004                  | Málaga                     | PD                         | 1          | 0          | CR              | 0               | 0               | -                  | -                  | -                  | -           | -           | -           | 1      | 0      |
| 2004-2005                  | Málaga                     | PD                         | 13         | 0          | CR              | 1               | 1               | -                  | -                  | -                  | -           | -           | -           | 14     | 1      |
| Totale Málaga              | Totale Málaga              | Totale Málaga              | 15         | 0          |                 | 1               | 1               |                    | -                  | -                  |             | -           | -           | 16     | 1      |
| 2005-2006                  | Xerez                      | SD                         | 39         | 13         | CR              | 2               | 0               | -                  | -                  | -                  | -           | -           | -           | 41     | 13     |
| 2006-2007                  | Xerez                      | SD                         | 32         | 7          | CR              | 0               | 0               | -                  | -                  | -                  | -           | -           | -           | 32     | 7      |
| Totale Xerez               | Totale Xerez               | Totale Xerez               | 71         | 20         |                 | 2               | 0               |                    | -                  | -                  |             | -           | -           | 73     | 20     |
| 2007-2008                  | Levante                    | PD                         | 31         | 5          | CR              | 3               | 0               | -                  | -                  | -                  | -           | -           | -           | 34     | 5      |
| 2008-2009                  | Levante                    | SD                         | 21         | 10         | CR              | 0               | 0               | -                  | -                  | -                  | -           | -           | -           | 21     | 10     |
| Totale Levante             | Totale Levante             | Totale Levante             | 52         | 15         |                 | 3               | 0               |                    | -                  | -                  |             | -           | -           | 55     | 15     |
| 2009-gen. 2010             | Racing Santander           | PD                         | 19         | 1          | CR              | 5               | 1               | -                  | -                  | -                  | -           | -           | -           | 24     | 2      |
| gen.-giu. 2010             | Udinese                    | A                          | 4          | 0          | CI              | 1               | 0               | -                  | -                  | -                  | -           | -           | -           | 5      | 0      |
| 2010-2011                  | Granada                    | SD                         | 34+2       | 24         | CR              | 2               | 2               | -                  | -                  | -                  | -           | -           | -           | 38     | 26     |
| 2011-2012                  | Granada                    | PD                         | 24         | 2          | CR              | 2               | 2               | -                  | -                  | -                  | -           | -           | -           | 26     | 4      |
| Totale Granada             | Totale Granada             | Totale Granada             | 58+2       | 26         |                 | 4               | 4               |                    | -                  | -                  |             | -           | -           | 64     | 30     |
| 2012-2013                  | Watford                    | FLC                        | 18+2       | 2          | FACup+CdL       | 0               | 0               | -                  | -                  | -                  | -           | -           | -           | 20     | 2      |
| 2013-2014                  | Maiorca                    | SD                         | 27         | 2          | CR              | 1               | 0               | -                  | -                  | -                  | -           | -           | -           | 28     | 2      |
| 2014-2015                  | Udinese                    | A                          | 13         | 1          | CI              | 1               | 0               | -                  | -                  | -                  | -           | -           | -           | 14     | 1      |
| Totale Udinese             | Totale Udinese             | Totale Udinese             | 17         | 1          |                 | 2               | 0               |                    | -                  | -                  |             | -           | -           | 19     | 1      |
| 2015-2016                  | Brescia                    | B                          | 36         | 11         | CI              | 0               | 0               | -                  | -                  | -                  | -           | -           | -           | 36     | 11     |
| 2016-2017                  | Venezia                    | LP                         | 32         | 10         | CI-LP           | 1               | 0               | -                  | -                  | -                  | SL-LP       | 2           | 2           | 35     | 12     |
| 2017-2018                  | Venezia                    | B                          | 31+3       | 5          | CI              | 1               | 0               | -                  | -                  | -                  | -           | -           | -           | 35     | 5      |
| 2018-2019                  | Venezia                    | B                          | 7          | 1          | CI              | 0               | 0               | -                  | -                  | -                  | -           | -           | -           | 7      | 1      |
| Totale Venezia             | Totale Venezia             | Totale Venezia             | 70+3       | 16         |                 | 2               | 0               |                    | -                  | -                  |             | 2           | 2           | 77     | 18     |
| 2019-2020                  | Atlético Sanluqueño        | SDB                        | 16         | 4          | -               | -               | -               | -                  | -                  | -                  | -           | -           | -           | 16     | 4      |
| 2020-2021                  | Atlético Sanluqueño        | SDB                        | 17+6       | 1+1        | -               | -               | -               | -                  | -                  | -                  | -           | -           | -           | 23     | 2      |
| Totale Atlético Sanluqueño | Totale Atlético Sanluqueño | Totale Atlético Sanluqueño | 33+6       | 5+1        |                 | 0               | 0               |                    | -                  | -                  |             | -           | -           | 39     | 6      |
| Totale carriera            | Totale carriera            | Totale carriera            | 536+25     | 132+3      |                 | 21              | 6               |                    | 1                  | 0                  |             | 2           | 2           | 585    | 143    |

## Palmarès

### Club

#### Competizioni nazionali
- Lega Pro: 1

Venezia: 2016-2017
- Coppa Italia Lega Pro: 1

Venezia: 2016-2017